# Parkville (Missouri)
Pour les articles homonymes, voir Parkville.
Parkville est une ville du comté de Platte, dans le Missouri, aux États-Unis,. Située au sud-est du comté, elle est fondée en 1844, par George S. Park (en), héros de la révolution texane et incorporée en 1858.

## Démographie
Lors du recensement de 2010, la ville comptait une population de 5 554 habitants. Elle est estimée, en 2016, à 6 514 habitants.

### Source de la traduction
- (en) Cet article est partiellement ou en totalité issu de l’article de Wikipédia en anglais intitulé « Parkville, Missouri » (voir la liste des auteurs).